# Statue reliquaire de Sainte Foy
La Statue-reliquaire de sainte Foy, surtout appelée La Majesté de sainte Foy, est un reliquaire qui se trouvait dans l'abbatiale Sainte-Foy à Conques dans l'Aveyron. Il s'agit d'une statuette de 85 cm de haut, faite de bois d'if, recouverte d'or, d'argent doré, d'émail (notamment les prunelles bleues) et sertie de gemmes qui enchâsse la relique la plus noble de sainte Foy, son crâne.
Ce chef-d’œuvre d'orfèvrerie, d'intérêt exceptionnel, est la pièce maîtresse du trésor que renferme l'abbatiale romane de Conques, principalement car elle se trouve être la seule « Majesté » carolingienne qui soit parvenue jusqu'à nous.

## Présentation

### Histoire de la relique
Sainte Foy que l'on appelle également Foy d'Agen, était une jeune martyre de douze ans convertie au catholicisme, qui fut suppliciée comme bien d'autres chrétiens d'Agen au IIIe siècle car elle refusa de renier sa foi. Son corps, qui revêtait désormais le statut de relique, fut semble-t-il conservé dans un monastère d'Agen jusqu'au IXe siècle (entre 864 et 875) où ses restes furent "furtivement" dérobés par les moines de Conques.
Conques, simple bourgade groupée autour de son abbatiale au bord d'une gorge sauvage du Dourdou, fut autrefois le siège d'une abbaye d'abord obscure sur l'un des chemins du pèlerinage de Saint-Jacques-de-Compostelle. 
L'un des traits spécifiques de l'histoire religieuse du Moyen Âge est le culte des reliques. Les routes de pèlerinage étaient, outre des motivations mystiques, des routes de commerce, à l'égal de celles de la soie ou des épices, en raison de l'afflux des pèlerins appartenant à toutes les classes de la société qui, du plus humble au plus puissant, apportaient en offrande des dons dans les sanctuaires abritant des corps saints particulièrement vénérés. Cet état de fait entraînait des rivalités entre sanctuaires. On allait jusqu'à fabriquer de fausses chartes, à inventer des légendes pour authentifier des reliques. (Ce fut le cas de Vézelay pour Marie-Madeleine).
Ainsi, on n'hésitait pas à pratiquer le rapt des corps saints, aux dépens d'autres monastères. Pieux larcins, parmi lesquels le plus célèbre, connu sous l'appellation pudique de « translation furtive », fut celui de sainte Foy. À la suite de cet épisode, les moines de Conques réalisent une première majesté pour renfermer les reliques.
En 995, un miracle se produit. Un certain "Guilbert" appelé "l'illuminé" qui avait été énucléé pria la sainte et recouvra la vue. Cet épisode établit la réputation de thaumaturge de la sainte à travers toute l’Europe. 
On procéda à un deuxième enrichissement de la majesté primitive. Dès lors, les pèlerins et les dons affluèrent auprès de la sainte qui "rendait la vue aux aveugles et délivrait les prisonniers", enrichissant ainsi le monastère et le trésor de Conques. L’affluence des fidèles fut telle que la première église dut être remplacée. Au XIe siècle, l’abbé Odolric fit entreprendre les travaux, qui s’achevèrent au début du XIIe siècle, construisant la grande abbatiale romane. Celle-ci fut conçue pour canaliser les pèlerins vers le chœur où brillait la Majesté de sainte Foy.
Bernard, écolâtre d'Angers et disciple de Fulbert de Chartres, fit le voyage de Conques vers 1010. Dans son Liber miraculorum sancte Fidis, il a consigné les miracles de la sainte et décrit l'affluence des pèlerins en l'église : 

« Lorsque nous avons paru devant elle, l'espace était si resserré, la foule prosternée sur le sol était si pressée, qu'il nous fut impossible de tomber à genoux... »

Le culte de la statue devient si important qu'il se substitue à celui de la relique qu'elle contient. Elle devient la personnification de la sainte, sa forme matérielle, apparaissant parfois sous cette forme dans certains rêves rapportés par les chroniques médiévales. Inversement, certains auteurs de l'époque comme Bernard d'Angers sont gênés par son apparence qu'ils trouvent "païenne".
Le déclin de ce culte est parallèle à celui de l'abbatiale conquoise au XIIIe siècle jusqu'à ce qu'elle retrouve son statut de centre religieux et cultuel actif en 1873 lorsque l'évêque de Rodez Joseph Bourret y installe les Pères prémontrés de Saint-Michel de Frigolet. La statue et sa relique bénéficie alors de la « recharge sacrale » procédée par le catholicisme à cette époque
Tous les ans, le dimanche qui suit le 6 octobre (fête de sainte Foy), la « Majesté de sainte Foy » est transférée de son lieu d'exposition, à côté du cloître, dans le chœur de l'abbatiale.
En dehors du culte chrétien, la statue a repris une grande célébrité grâce aux nombreux travaux d'histoire de l'art qui lui sont consacrés, rare témoins des reliquaires précieux de cette époque.

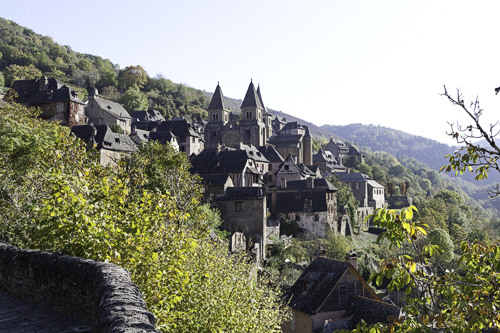
Vue du village de Conques
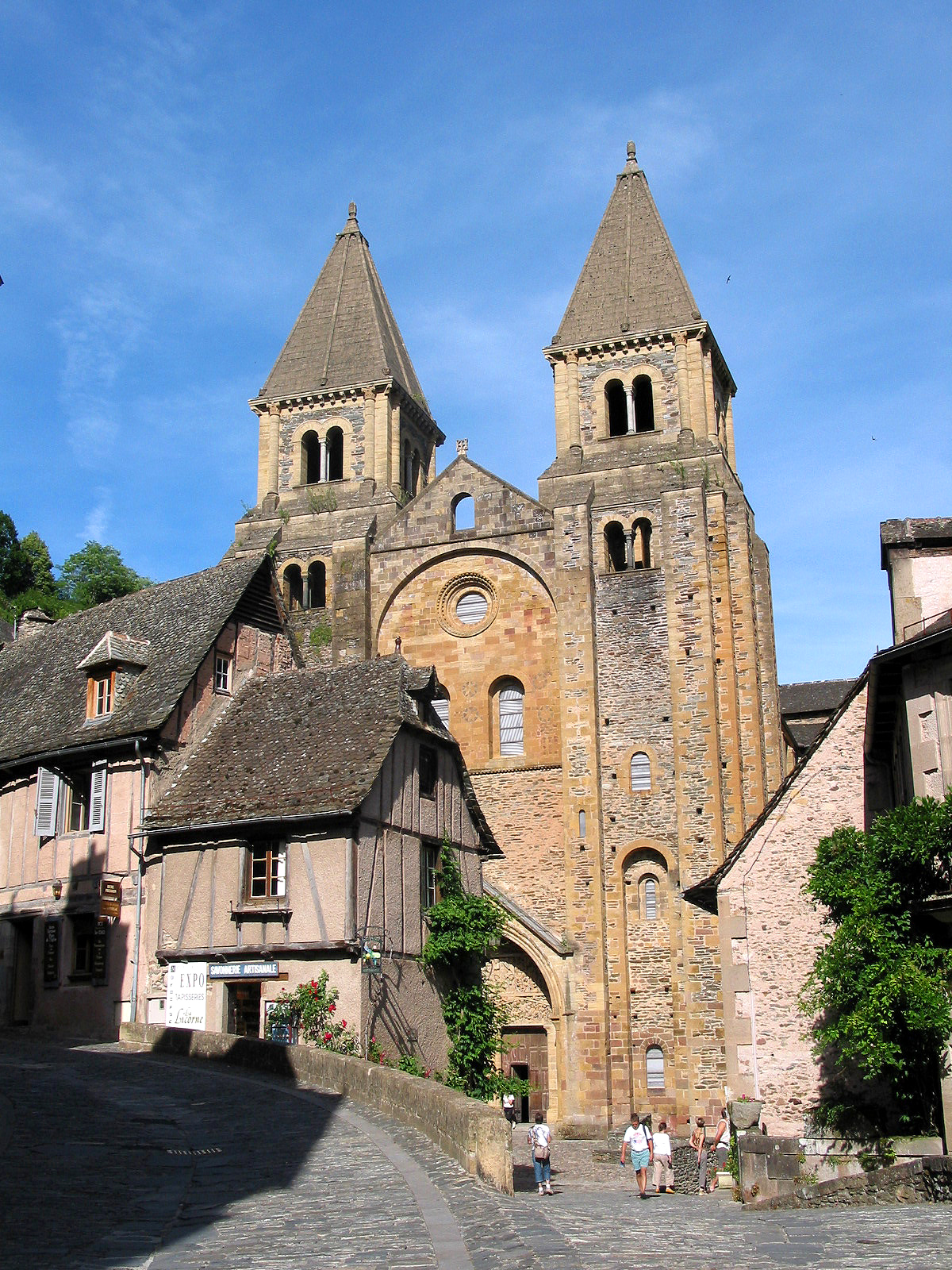
L'abbatiale Sainte-Foy de Conques.
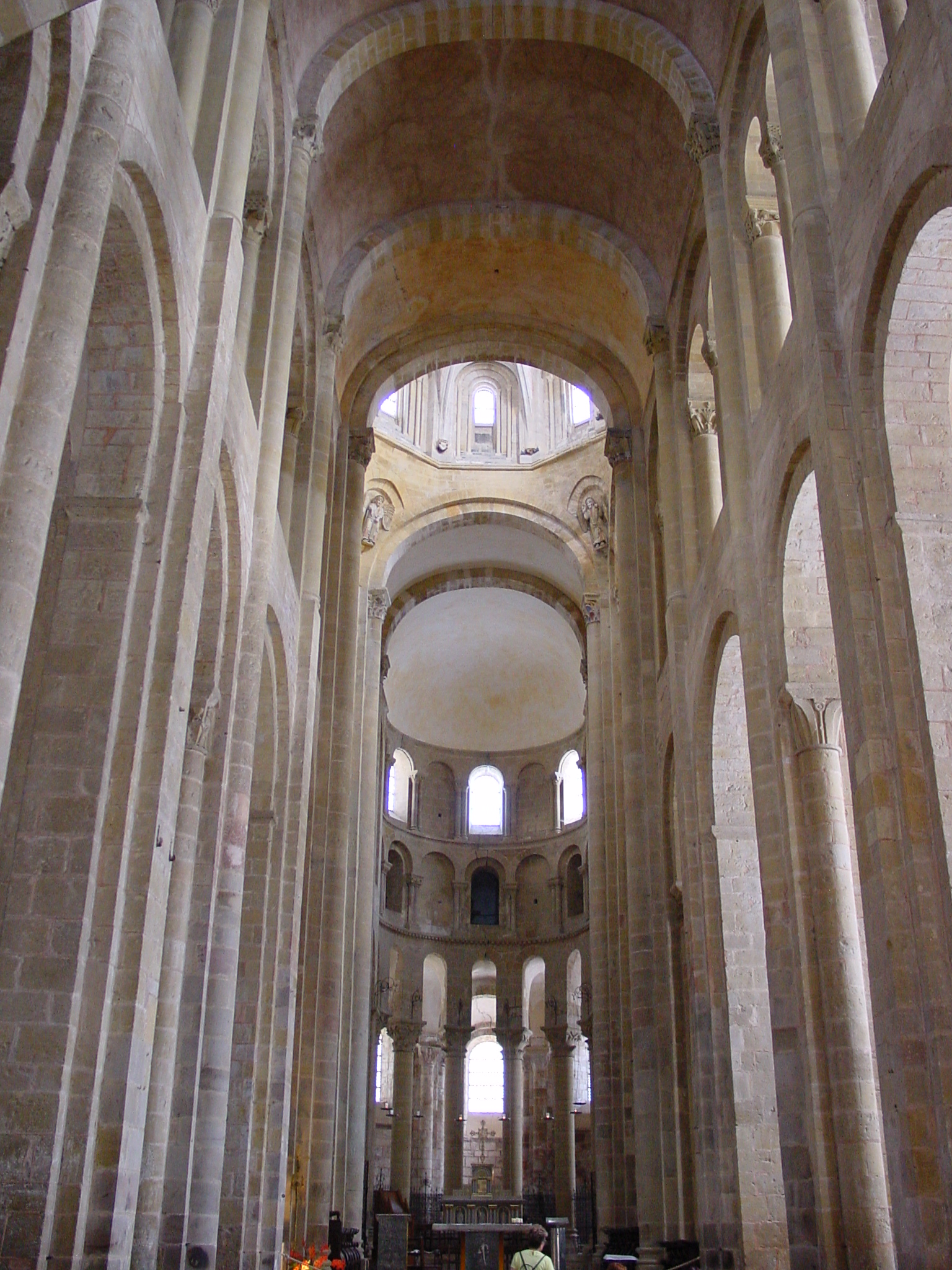
La nef de l'abbatiale, au fond de laquelle la Majesté de Sainte-Foy était disposée.

### Description technique du reliquaire
Des travaux de restauration du reliquaire menés en 1954-1955 par l'inspecteur des Monuments historiques Jean Taralon, permirent aux chercheurs d'étudier la statuette en détail et d'en comprendre les étapes de fabrication. En effet, l'objet fut remanié et embelli plusieurs fois à travers le temps. 
Il semble certain à leurs yeux que le reliquaire fut réalisé par de talentueux orfèvres à Conques même.
La première étape du façonnage du reliquaire est à placer au IXe siècle. L'âme sur laquelle furent martelées les feuilles d'or, est un bloc de bois d'if dans lequel on tailla grossièrement le torse, les jambes et les pieds. Cette statuette de bois n'a jamais été conçue pour être vue. Il semble que lors de cette première phase, l'âme reçut une robe d’or recouverte de fleurons trifoliés (à trois feuilles) estampillés ou repoussés, travail très sommaire, mais néanmoins soigné si l’on en juge par la délicatesse du modelé des fleurettes qui subsistent. 
Le cou de l'âme de bois fut taillé sur mesure pour y emmancher un petit buste qui provenait d'une statuette antique.
C'était probablement le buste d'un empereur de l'Antiquité tardive, en effet le visage est impersonnel et correspond bien aux représentations du IIIe siècle de l'empereur dans sa dignité impériale, un empereur divinisé. La tête est une feuille d'or en forme de boule, travaillée au repoussé. Les yeux appartiennent aussi à la statuette antique, ils sont faits de pâte de verre bleu foncé et blanche.
À l'origine la tête était droite mais le buste fut cisaillé pour être enfoncé sur le cou ce qui maintient verticalement la nuque sur l'âme de bois ainsi le regard est étrangement perdu vers le haut. La juxtaposition de deux éléments hétérogènes, dont l'un (corps en bois) a été fait pour utiliser l'autre (buste antique en remploi) explique la position étrange de la tête qui est trop grosse par rapport au corps mais cette disproportion est pour beaucoup dans le hiératisme étrange de la statue.
Elle fut percée de deux séries de trous de fixation. La première pour y fixer une couronne de laurier (statuette de l'empereur) et la deuxième pour la couronne actuelle de Sainte Foy. Les cheveux sont ciselés.
Les proportions mal ajustées et le remploi d'un élément antique ajoutent à la fascination que la statuette exerce.
La deuxième phase de fabrication correspond à un enrichissement du reliquaire à la suite du miracle de l'illuminé à la fin du Xe siècle, début du XIe siècle. C'est lors de cette phase que la robe de la sainte fut somptueusement ornée d'orfrois filigranés et qu'on réalisa le trône.

#### La statuette
La robe de la sainte fut à cette époque ornée de bandes filigranées. Celles-ci sont bordées de chaque côté d'un rang de grosses perles, encadrées de deux petits perlés filetés. Les souliers ne sont bordés que d'un petit perlé. Sur la tête, le cabochon du front et celui de la nuque et l'enroulement de la torsade des cheveux est fait dans le même or. Tout cet ensemble a donc été exécuté avec les mêmes outils. Dans les zones "vacantes", les orfèvres ont réalisé des filigranes en rinceaux. On retrouve ces motifs au centre, sur la robe de la sainte, autour des éléments enchâssés. Les cabochons comportent : améthystes, émeraudes, opales, agates, jades, saphirs, cornalines, grenats, cristaux de roche dont trente-trois camées et trente et une intailles antiques. Des joyaux Antiques sont réutilisés comme une intaille représentant l’empereur romain Caracalla.  

#### Le trône
À l'origine, les artisans avaient taillé le trône dans la même pièce de bois que la statuette. On désolidarisa donc la statue de son support pour asseoir la sainte sur un trône orfèvré, que l’on orna de bandes filigranées dont deux masquent les montants du siège primitif. Le trône se compose d'une armature en fer forgé dont les éléments, quatre montants ceinturés de deux traverses horizontales, sont montés en queue d'aronde. Sur cette armature sont posées des plaques d'argent doré formant le dossier terminé en arrondi et les côtés qui sont incurvés en accoudoirs. Des bandes filigranées en or, enchâssant des cabochons, sont appliquées le long des montants. Les pieds étaient également plaqués d'argent doré car ils étaient visibles lorsqu'on portait Sainte Foy en procession. L'un des cabochons du dos du trône est sertit d'un cristal de roche gravé d'une crucifixion. Comme le décrit Bernard d'Angers, à cette époque les montants du trône étaient ornés de deux colombes d'or.

#### La couronne
À la même époque, on réalisa la couronne qui est encore aujourd'hui admirable sur la tête de la sainte. La couronne se compose d’un bandeau principal, horizontal, de deux arceaux transversaux et de quatre fleurons fleurdelisés. Le bandeau principal est homogène. Son ornementation repose sur la juxtaposition de petites plaques ornées de gemmes ou de médaillons émaillés, selon un principe ornemental clairement différent de celui retenu pour les orfrois de la statue avec lesquels elle s’harmonise néanmoins de façon remarquable. Les arceaux et les fleurons, eux, comportent des éléments hétérogènes, d’une autre provenance. L’absence d’allusion à la couronne de sainte Foy dans les écrits de Bernard d’Angers, conduit à penser qu’elle fut mise en place sur la statue à une époque postérieure. Mais sa facture est antérieure à l’an mille.
L'important remaniement de la deuxième phase pourrait être expliquer par la thèse de E. Garland : 

« (...) il semble qu'autour de l'an mil un personnage important offre or et pierreries, dont de nombreux intailles et camées antiques de qualité, à sainte Foy, ainsi qu’une couronne de dimension normale pour une tête, à un seul arceau et deux fleurons (votive ou non, on ne sait). L’abbé de Conques sollicite du généreux donateur qu’il lui mette à disposition son orfèvre afin de lui confier la transformation de la Majesté de sainte Foy, en particulier pour qu’il réalise les orfrois de la statue. L’orfèvre, pour une raison inconnue, ne put mener à bien l’intégralité du travail, et c’est ce qui explique qu’une partie des orfrois du trône sont de la main d’un de ses suiveurs. Un de ses anciens assistants sans doute, qui inscrit son travail (l’acheva-t-il vraiment ?) dans la continuité du maître (…) »

Plus tard, lors d'ultimes phases d’embellissement, avant le milieu du XIIIe siècle, la couronne fut transformée pour être ajustée au chef de sainte Foy, c’est alors qu’on lui adjoignit les fleurons. À l'origine les reliques de la sainte n'étaient pas visibles. C'est au XIVe siècle que l'on installa au centre de la statuette au niveau du bassin une sorte de niche surmontée d'un fronton appelée  monstrance, dans lequel on perça une fenêtre en cristal de roche taillée en fleuron. On entreprit également une restauration de l'ensemble statue-couronne. On supprima les colombes d'or pour les remplacer par des boules de cristal de roche, enchâssées dans des montants en argent doré, ornés au guilloché. Au XVIe siècle on ajoute les mains. La sainte tient deux petits fourreaux d'or dans lesquels, encore aujourd'hui, on plante des roses lors de la Sainte Foy.

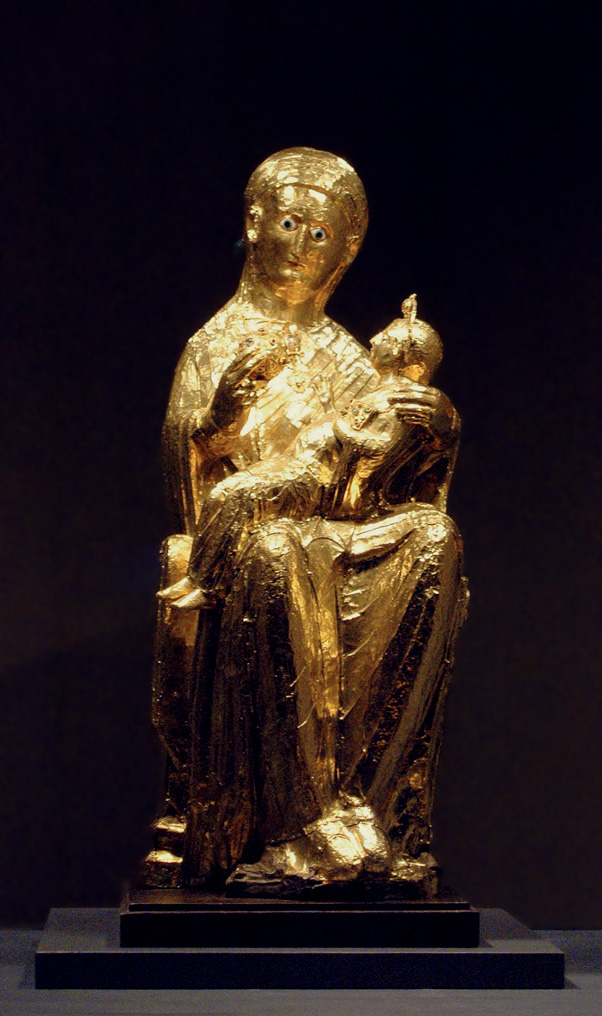
La Vierge d'or d'Essen, Rhénanie-du-nord-Westphalie, Allemagne.

La statue est classée comme objet mobilier au titre des monuments historiques le 15 mai 1895.

## Contexte: la majesté au Moyen Âge
Les "Majestés" sont des reliquaires en bois revêtus de métal auxquels on a donné forme humaine, celle d'un personnage assis sur un trône, d'où le terme de "Majesté". Ces statuettes sont courantes à la fin de l'époque carolingienne.
Les images tridimensionnelles, comme les statues cultuelles, prennent une place importante dans la liturgie chrétienne dès le VIIIe siècle, ce que confirment des sources historiques, notamment le Liber Pontificalis. La spécificité de ces représentations, qui se multiplient en Europe entre le Xe et le XIIe siècle, consiste dans la conjonction de leur aspect figuratif et de leur fonction de reliquaire. Désignées comme Majestés ce sont des statues trônant (ou bien à mi-corps) du Christ, de la Vierge à l’Enfant et des saints, élaborées en bois avec un revêtement d’orfèvrerie, caractéristiques de l’époque carolingienne.
Ce type de reliquaire figuratif aurait été plus tard spécialement apprécié à Cluny. Un inventaire du XIVe siècle fait état d'une statue-reliquaire dorée, couronnée et décorée de pierres précieuses à l’instar de la statue de Conques. Il existe d’ailleurs, outre les statues connues en France comme celles de Saint-Pourçain, Tournus ou d’Aurillac, une tradition des Majestés dans l’art ottonien dont témoignent la Vierge d’or d’Essen, la Vierge de Hildesheim et plusieurs autres.

## Photos

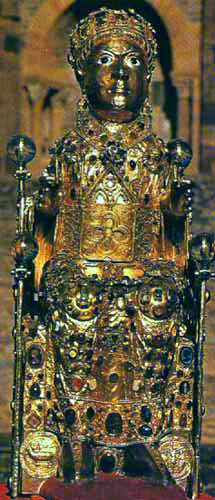
Reliquaire de Sainte Foy de Conques.
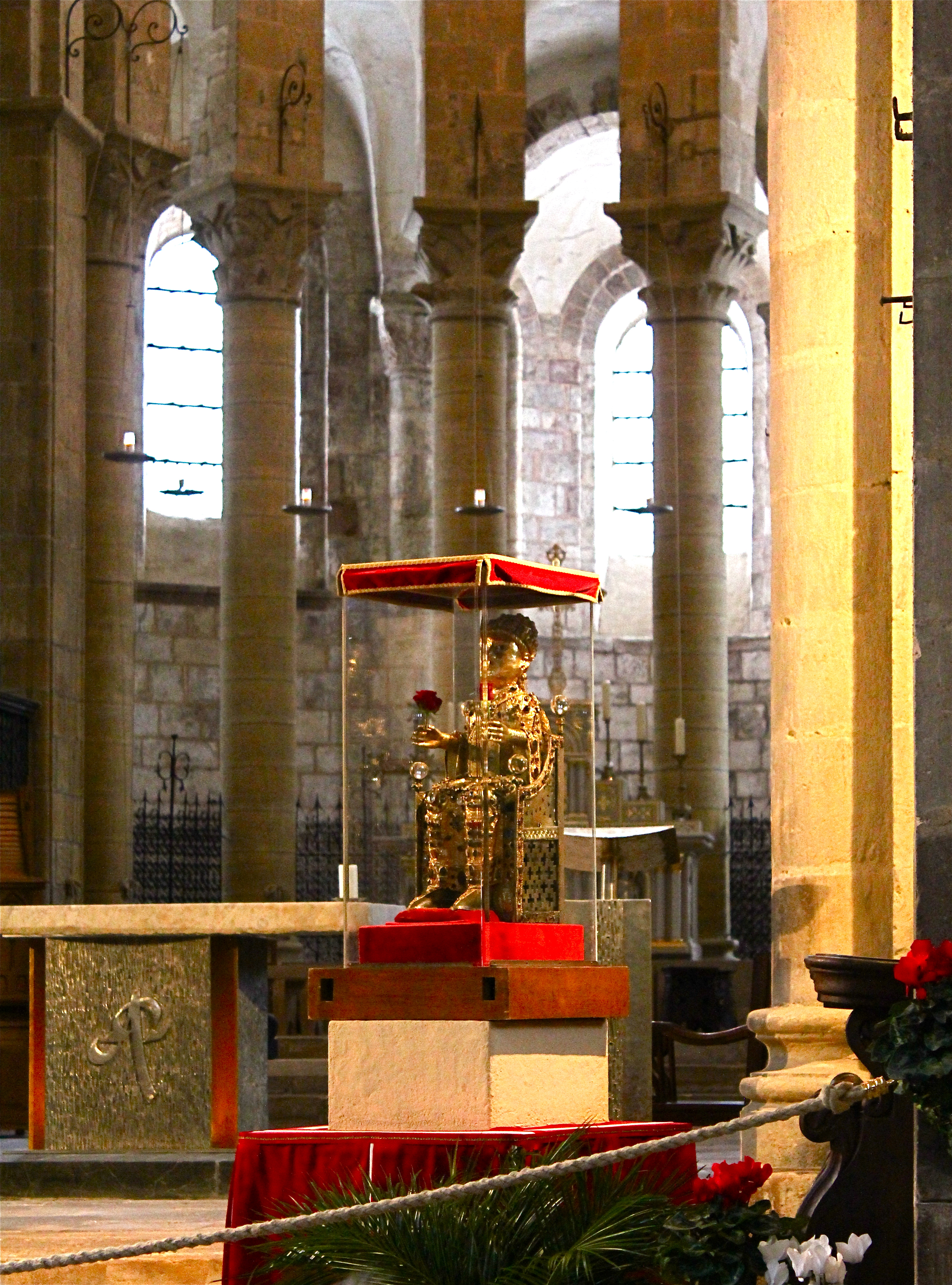
La Majesté de Sainte Foy tenant des roses, exposée dans l'abbatiale le jour de la Sainte Foy (octobre 2010).
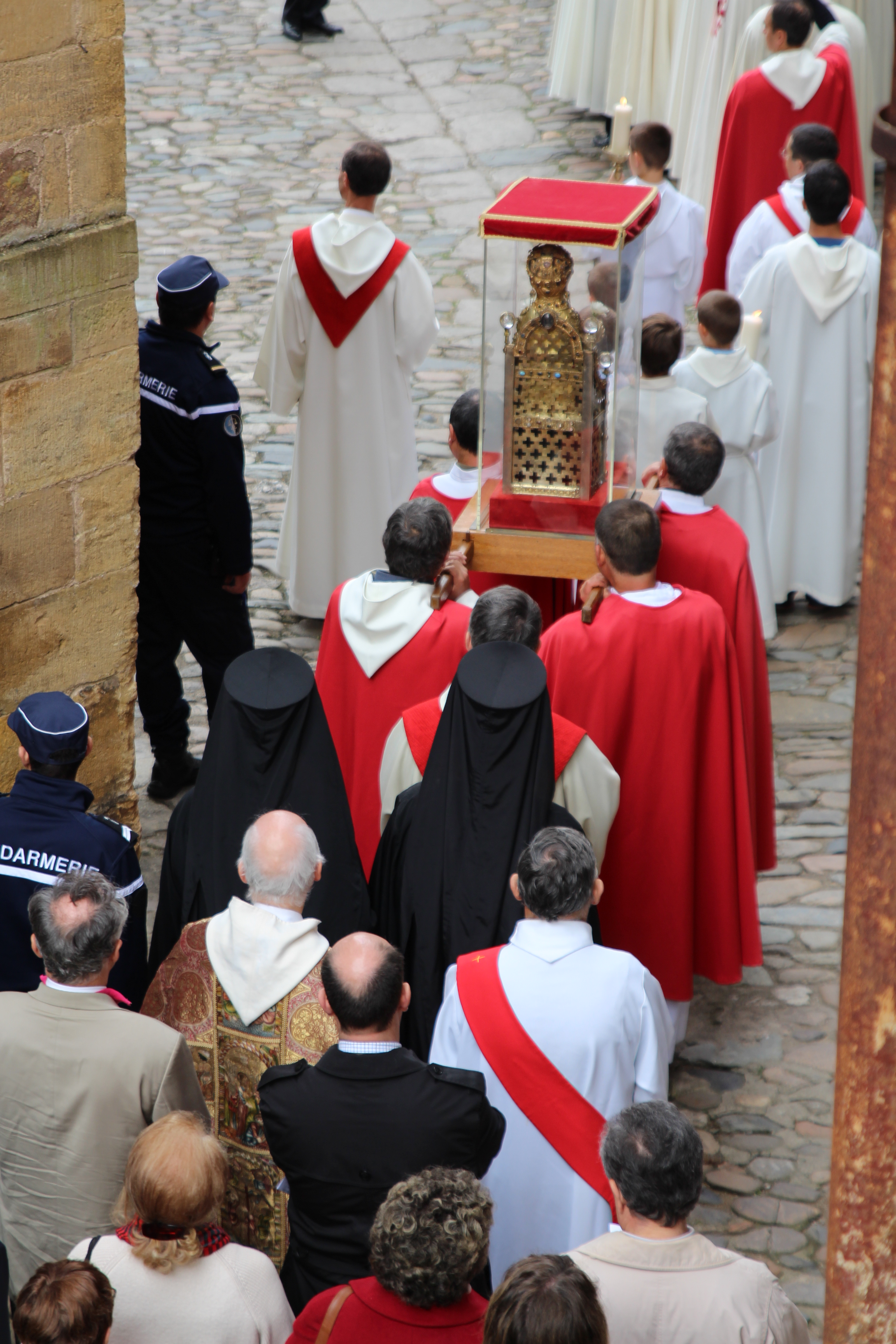
Procession lors de la fête de la sainte Foy à Conques le 6 octobre 2013
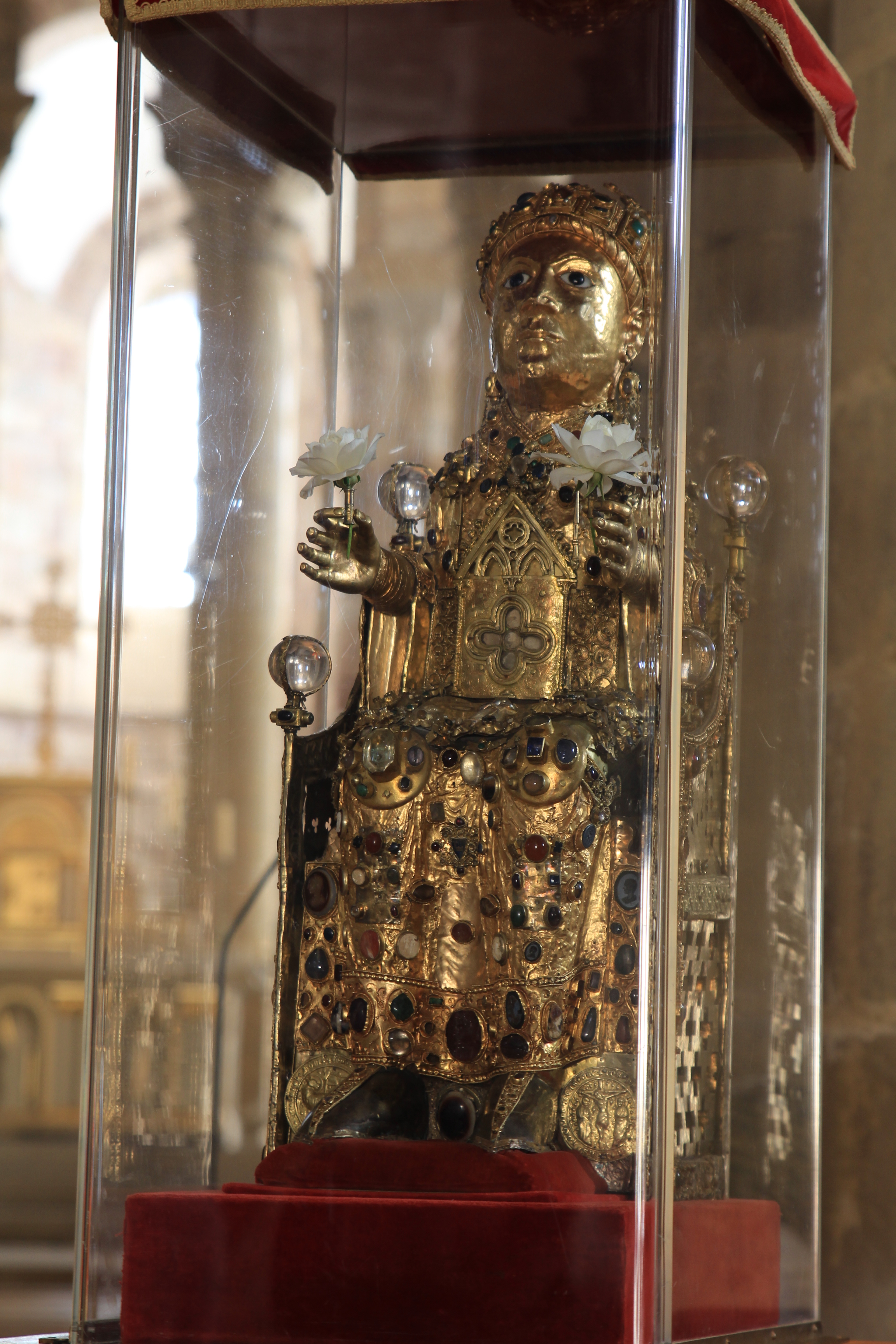
Statue reliquaire de Sainte Foy à Conques le 6 octobre 2013
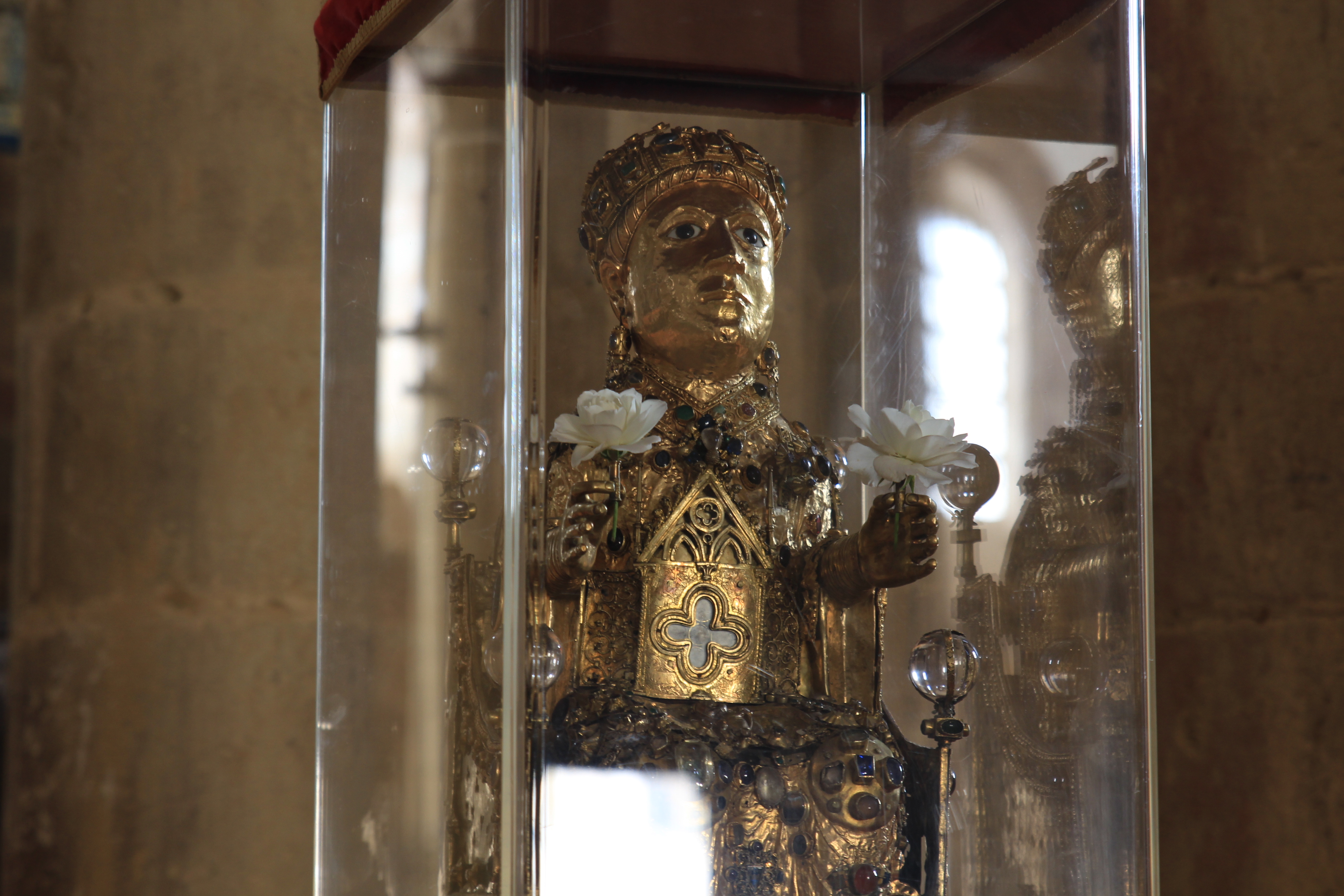
Statue reliquaire de Sainte Foy à Conques le 6 octobre 2013